# Gleźnowo
Gleźnowo (do 1945 niem. Steinort) – wieś w Polsce położona w województwie zachodniopomorskim, w powiecie sławieńskim, w gminie Darłowo przy drodze wojewódzkiej nr 203.
Według danych z 28 września 2009 roku wieś miała 200 stałych mieszkańców.
W latach 1975–1998 miejscowość położona była w województwie koszalińskim.